# Lifestyle (Spiel)
Lifestyle (auch Life Style geschrieben) ist ein Brettspiel von Christian Raffeiner und Helmut Walch aus dem Jahr 1989, das von der Spiel-des-Jahres-Jury im Jahr 1990 mit dem Sonderpreis „Schönes Spiel“ ausgezeichnet wurde.
Es ist für drei bis sechs Spieler ab 16 Jahren konzipiert. Eine Spielrunde dauert etwa 45 bis 60 Minuten. Neben der normalen Spielvariante existiert auch eine Spielvariante für Profis. 

## Ausstattung
Neben dem großen Spielplan (ca. 66 × 50 cm) und der Spielanleitung enthält das Spiel je 48 Bildkarten aus sieben verschiedenen Kategorien, 72 Fragekarten, sechs Spielsteine in unterschiedlichen Farben sowie 24 große Wertungssteine (je vier Steine pro Farbe). In der Profivariante des Spiels kommen zusätzlich noch 6 Joker- und 24 Favoritensteine zum Einsatz.

## Spielablauf
In Lifestyle müssen die Mitspieler sich gegenseitig einschätzen, indem sie basierend auf einer Fragestellung und vier verschiedener Bildkarten mithilfe ihrer Wertungssteine eine Rangfolge festlegen. Die „richtige“ Rangfolge bestimmt der Spieler, welcher als „Kandidat“ an der Reihe ist. Er liest die Fragestellung, die sich auf die vier ausliegenden Bildkarten bezieht, laut vor und muss anschließend von seinen Mitspielern richtig eingeschätzt werden. Nachdem alle Spieler ihre Spielsteine auf dem Spielfeld in der von ihnen erwarteten Rangfolge abgelegt haben, teilt der Kandidat allen die richtige Lösung mit. Je nachdem, wie viele Übereinstimmungen die Rangfolge eines Spielers mit der Rangfolge des Kandidaten enthält, darf er die entsprechende Anzahl an Feldern auf dem Spielplan vorrücken.
Die Frage- und Bildkarten sind den folgenden sieben unterschiedlichen Kategorien zuzuordnen:
- Urlaub
- Umwelt
- Sport, Spiel, Spaß
- Berufe und Technik
- Wohnen und Leben
- Situationen
- Kulinarisches

## Spielende
Das Spiel endet, nachdem jeder Spieler einmal die Rolle des „Kandidaten“ innehatte (nur bei drei Spielern ist jeder zweimal als Kandidat an der Reihe). Der Spieler, dessen Spielfigur auf dem Plan am weitesten vorne liegt, hat das Spiel gewonnen.

## Profivariante
In der Profivariante kommen zusätzlich Joker- und Favoritensteine zum Einsatz. 
Favoritensteine: Nachdem ein Kandidat eingeschätzt wurde, geben die Spieler hier nun der Reihe nach ihren persönlichen „Platz eins“ bekannt und legen den Favoritenstein mit dem entsprechenden Buchstaben auf ihr Favoritenfeld. Auch der Kandidat legt seinen Favoritenstein ab, der logischerweise seinem ersten Platz entsprechen muss. Bei der Wertung der Favoritensteine darf jeder Spieler um ein Feld vorrücken, dessen Favorit mit dem Favoriten mindestens eines Mitspielers übereinstimmt. Die Anzahl der Mitspieler entscheidet jedoch nicht über die Anzahl der Felder, die vorgerückt werden darf – diese ist auf ein Feld limitiert.
Jokersteine: Ein Jokerstein kann gesetzt werden, wenn sich ein Spieler bei seiner Einschätzung bezüglich der Position eines Wertungssteines innerhalb seiner Rangfolge ziemlich sicher ist. Dafür wird der Jokerstein auf dem entsprechenden Wertungsstein platziert. Stimmt der gesetzte, mit einem Joker markierte Wertungsstein mit dem Wertungsstein des Kandidaten überein, so darf der Spieler um ein zusätzliches Feld nach vorne ziehen. Liegt er jedoch mit seiner Einschätzung daneben, so muss er stattdessen um ein Feld zurückziehen (jedoch nie hinter das Startfeld).